# Улица Ирек (Казань)
Улица Ирек (тат. Ирек урамы, İrek uramı) — улица в Вахитовском и Приволжском районах Казани. 

## География
Пересекается со следующими улицами:
- улица Меховщиков
- улица Мазита Гафури
- улица Шарифа Камала
- улица Ново-Вахитовская

До середины XX века начиналась от улицы Исымсыз, ныне не существующей.

## История
Улица возникла не позднее 1-й половины XIX века. До революции носила название 5-я Поперечная или 5-я Поперечно-Симбирская и относилась к 5-й полицейской части г. Казани. Современное название получила 2 ноября 1927 года.
На 1939 год на улице имелось около 25 домовладений: №№ 1/38–19/75 по нечётной стороне и №№ 2/30–24/78 по чётной.
В первые годы советской власти административно относилась к 5-й части города; после введения в городе административных районов относилась к Сталинскому (с 1956 года Приволжскому, 1935–1973), Бауманскому и Приволжскому (1973–1994) и Вахитовскому и Приволжскому (с 1994 года) районам.

## Достопримечательности
- № 1/77 — пожарное депо меховой фабрики №1.
- № 6 — водонапорная башня[19]
- пересечение с улицей Мазита Гафури — Казанского завода точного машиностроения[тат.].